# Missionskreuz (Pfaffenhausen)

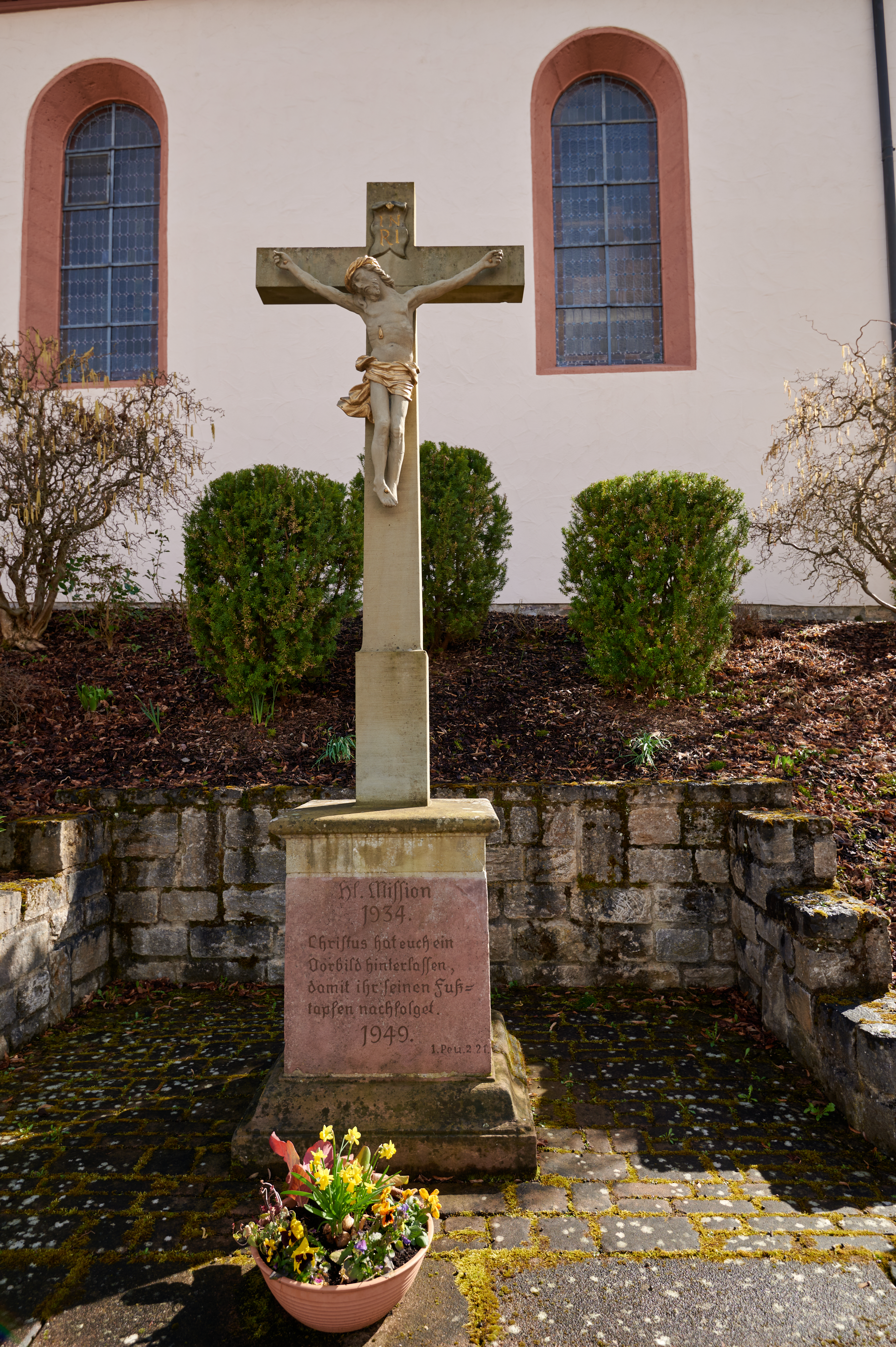
Wegkreuz in Hammelburg, Am Kirchberg.

Das Missionskreuz befindet sich in Pfaffenhausen, einem Gemeindeteil der Kleinstadt Hammelburg im unterfränkischen Landkreis Bad Kissingen in der Straße Am Kirchberg bei der St.-Leonhards-Kirche.
Das Wegkreuz gehört zu den Baudenkmälern von Hammelburg und ist unter der Nummer D-6-72-127-193 in der Bayerischen Denkmalliste registriert.

## Beschreibung
Das 285 cm hohe Wegkreuz besteht aus rotem Sandstein und entstand im Jahr 1755 oder 1949.
Der Kreuzesstamm hat die Abmessungen 21 cm × 24 cm, verjüngt sich nach oben auf 18 cm × 12,5 cm und hat in einer Kartusche eine INRI-Inschrift. Der Stammfuß trägt die Inschrift:

„O Jesus Mein

Trost Und Heil

Und Meiner Seelen

Seeligkeit. All Meine

Hoffnung Und Mein Heil

Der Und Durch In Ewigkeit. 1755“

Der Sockel hat die Abmessungen 106 cm × 71 cm × 79 cm. Die Inschrift im Sockel lautet:

„Hl. Mission

1934

Jesus Hat Euch Ein

Vorbild Hinterlassen

Damit Ihr Seinen Fuß

Tapfen Nachfolget.

1949

1. Petr. 2,21“

Die Deckplatte des Sockels ist überstehend.